# Hapithinae
Sous-famille
Les Hapithinae  sont une sous-famille d'Orthoptera de la famille des Gryllidae.
Elle forme un groupe avec les Euscyrtinae Gorochov 1985, les Pentacentrinae Saussure 1878 et les Podoscirtinae Saussure 1878.

## Distribution
Les espèces de cette sous-famille se rencontrent en Amérique.

## Liste des genres
Selon Orthoptera Species File (27 mars 2010) :
- Hapithini Gorochov 1986
  - Hapithus Uhler, 1864
  - Laurepa Walker, 1869
  - Orocharis Uhler, 1864
  - Orochirus Bolívar, 1888
- Neomorphini Desutter-Grandcolas 1988
  - Neomorpha Desutter-Grandcolas, 1988
- tribu indéterminée
  - Hapithoides Hebard, 1928

## Référence
- (en) Gorochov, 1986 : System and morphological evolution of crickets from the family Gryllidae (Orthoptera) with description of new taxa. Communication 1. Zoologicheskii Zhurnal, vol. 65, n. 4, p. 516-527.